# ヴィヴィアン・フックス
サー・ヴィヴィアン・フックス（Sir Vivian Ernest Fuchs [fʊks]、FRS、1908年2月11日 - 1999年11月11日）はイギリスの探検家である。1958年に南極を初めて横断したチームを率いた。

## 概要

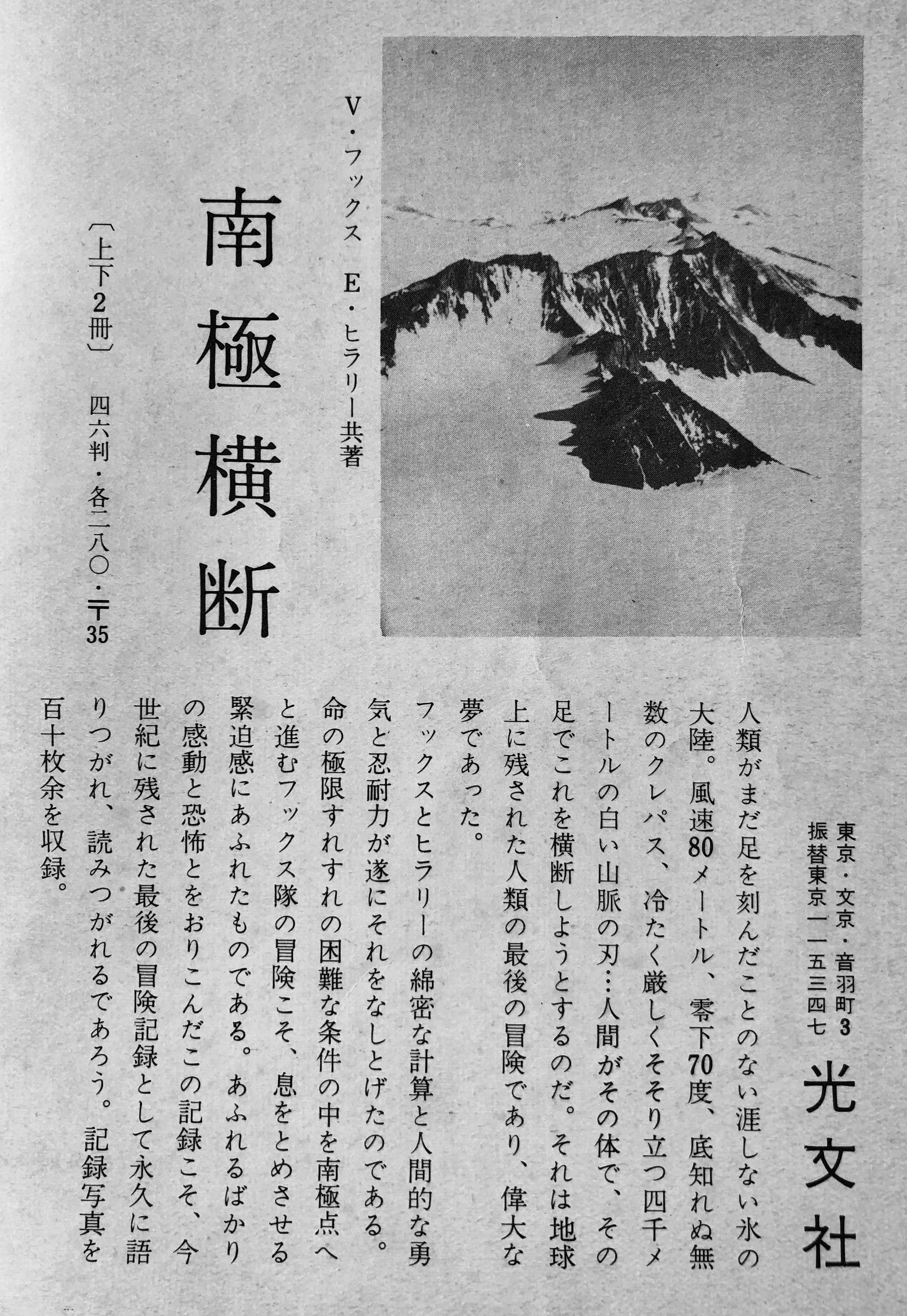
エドモンド・ヒラリーとの共著『南極横断』（光文社、1959年）の広告

ドイツ移民とイギリス人の妻の間にワイト島のフレッシュウォーターで生まれた。ブライトン・カレッジ、ケンブリッジ大学のセント・ジョンズ・カレッジで地質学を学んだ後、1929年に、指導教官ジェイムズ・ワーディーと共にグリーンランドの探検をした。大学卒業後の1930年に気候変動に関するケンブリッジ大学の探検隊として東アフリカを調査した。次に人類学者ルイス・リーキーのオルドヴァイ峡谷の調査に参加した。1937年に南タンザニアの ルクワ湖を調査した。1942年に30歳の時に陸軍に召集され、1946年まで軍務についた。
1947年にフォークランド諸島属領調査局、現在のイギリス南極調査局）に地質学者としての雇われた。当時の調査の目的は南極に対するイギリスの権利を確保することで、次に科学的調査研究の援助であった。1950年に南極での研究計画の作成と、研究の出版のサポートをするロンドン科学委員会の設立を依頼された。1951年には、南極探検の企画、指揮に対して、王立地理学会から金メダル（創立者メダル）を受賞した。
1953年からイギリス連邦南極横断探検の計画は始まり、100日かけウェッデル海からロス海までをエンジン付きのソリで横断する計画がたてられた。1957年11月24日にシャックルトン基地 (Shackleton Base) を出発し、地震波の測定や重力の測定を集めながら進み、極点の氷の厚さや氷の下に大陸のあることを確認して、2,158マイルを99日をかけてスコット基地に到着した。
イギリスに戻った後、1973年までフォークランド諸島属領調査局の局長を務めた。1958年にナイトに叙せられた。1960年にプレストウィッチ・メダルを受賞した。